# Момчета (филм, 1958)
„Момчета“ (на руски: Мальчики) е съветски детски филм от 1958 година.

## Сюжет
Киев, петдесетте години на XX век. Учениците Петя (Леонид Бабич), Игор (Александър Карпов) и Тимка (Николай Чурсин) учат в един клас и живеят в една и съща кооперация. След смъртта на баща си, летец-герой, Тимка става мълчалив и непримирим. Веднъж Игор по невнимание предизвиква пожар в квартирата на домоуправителя. Обстоятелствата се стичат така, че вината пада върху Тимка, който е заплашен с изключване от училище. От страх Игор премълчава какво точно се е случило. Разбирайки истината, Петя принуждава Игор да си признае. Тимка се завръща в училището за срочните изпити.

## В ролите
- Леонид Бабич като Петя Сергиенко
- Николай Чурсин като Тимка Дорош
- Александър Карпов като Игор Скобицкий
- Наташа Черноусова като Катя
- Гертруда Двойникова като майката на Петя
- Валентин Грудинин като бащата на Петя
- Александър Хумбург като Афанасий Петрович
- Николай Дупак като Иван Лукич
- Лидия Сухаревская като Лидия Ивановна
- Александър Хвиля като Тарас Булба
- Михаил Белоусов като полковника
- Нонна Копержинская като жената на гарата
- Владимир Олексеенко като железничаря